# آمانی (یونان)
آمانی (به لاتین: Amani) یک منطقهٔ مسکونی در یونان است که در خیوس واقع شده‌است.